# 적성터미널 (순창)
적성터미널은 전북특별자치도 순창군 적성면 적성로 126(고원리 304-1)에 위치한 시외버스 및 농어촌버스 터미널이며, 정식 명칭은 적성합동정류소이다. 지상 1층 단층 구조에 행정사, 슈퍼, 매표소, 승차장이 자리 잡고 있다.

## 운행 노선

### 시외버스
| 방면        | 행선지                 |
| ----------- | ---------------------- |
| 호남권 방면 | 광주, 남원, 순창, 전주 |
| 영남권 방면 | 서대구                 |

## 연계 터미널
- 전주시외버스터미널
- 순창시외버스터미널
- 남원시외버스터미널
- 인월공용버스터미널
- 오수터미널
- 담양공용버스터미널
- 유스퀘어

## 운송 회사
- 전북고속
- 호남고속
- 동광고속
- 임순여객